# Schöneck (Hessen)
Schöneck is een gemeente in de Duitse deelstaat Hessen, en maakt deel uit van de Main-Kinzig-Kreis.
Schöneck telt 11.900 inwoners.

## Transport
Alle drie de wijken van Schöneck hebben een rechtstreekse treinverbinding met Bad Vilbel of Frankfurt/Main (hoofdstation) en in de tegenovergestelde richting met Stockheim (Glauburg). Vanaf 2008 werd het aantal treinverbindingen op de Niddertalbahn uitgebreid en werden er ook weekenddiensten geïntroduceerd.
In 2008 werd de wijk Kilianstädten omgelegd om het doorgaande verkeer in het stadscentrum te verminderen.

## Vroege geschiedenis
Tijdens grondwerkzaamheden voor de aanleg van de rondweg (L 3008) in 2006 werden niet ver van de straat Neuer Weg botten gevonden die voor onderzoek werden overgedragen aan de Mainzer Universität. Radiokoolstofdatering onthulde een leeftijd van 5207 tot 4849 jaar voor Christus.
De aard van de verwondingen en de leeftijdsverdeling van de doden, evenals de onzorgvuldige omgang met de lijken zijn vergelijkbaar met de vondsten uit Talheim bij Heilbronn en Asparn an der Zaya en betekenen dat de inwoners van een hele nederzetting ook in Kilianstädten zijn vermoord. Het gebrek aan jongere vrouwen onder de slachtoffers zou kunnen wijzen op ontvoering van vrouwen. Sindsdien worden de vondsten geïnterpreteerd als sporen van een massamoord in Kilianstädten.